# Escobar Gallardo
Escobar Gallardo egy kitalált karakter a Kés/Alatt című televíziós sorozatban. A sorozat első főgonosza, aki később többször visszatér, leginkább látomások formájában. A karaktert Robert LaSardo alakítja.

## Szerepe
Escobar a legelső részben bukkan fel először, ahol mint a McNamara/Troy páciensének, Silvio Pereznek a főnöke mutatkozik be. Silvio azzal az indokkal vállalta be a műtéteket, hogy nőket szedjen fel, de hamarosan kiderül, hogy ez hazugság: kiderül róla, hogy nemcsak drogdíler, de szexuálisan molesztálta Escobar hatéves kislányát, és lelépett a 300 ezer dollárjával. Escobar, aki lázasan keresi őt, Christianből próbálja meg erőszakkal kiszedni, hogy hol is rejtegetik Silviót, de Christian ellenáll. Végül Sean csörgő telefonját felvéve nyomozza ki, hol is vannak éppen. Mikor megjelenik a műtőben a verőlegényével, Silviót már megölte a testvére, hogy megóvja a saját kislányát a bátyjától. Az elégedett Escobar eltávozik, de Silvio hulláját otthagyja nekik, hogy kezdjenek vele, amit akarnak.
Ezután az első évad utolsó két epizódjában tér vissza. Kiderül, hogy a legújabb páciensért, aki egy mellimplantátumait eltávolíttatni kívánó nő, Escobar a felelős. Az implantátumokban heroin van, amelyeket így csempésznek be az Államokba. Arra kényszeríti Christiant és Seant, hogy a sebészi tehetségükkel segítsenek neki a drogcsempészetben, hogy ledolgozzák azt a 300 ezer dollárt, amit Silviótól kaptak - máskülönben elmeséli a rendőrségen a halálának a körülményeit. Ugyanakkor hiába keresik meg a pénzt, továbbra is munkát követel tőlük, sőt már szervkereskedelemben közreműködésre is kényszeríti őket. Miután megtagadják az együttműködést, lábon lövi Lizt. A kétségbeesett Sean elszánja magát, hogy megöli őt, de képtelen megtenni. Escobar felajánlja, hogy eltűnik az életükből, ha egy utolsó műtétet még megcsinálnak neki: szeretné, ha átalakítanák az arcát és leszednék a tetoválásait, mert az FBI már a nyomában van. Sean és Christian meg is műtik, de egy olyan ember arcát műtik rá, aki szintén rajta van az FBI toplistáján - így Escobart végül letartóztatják.
Ezután a második évad legvégén jelenik meg Escobar, mint egy látomás Sean előtt, aki arra bátorítja őt, hogy ölje meg a Késest. Másodjára mint szellemkép, a negyedik évadban jelenik meg, ahol a kábítószer hatása alatt álló Sean gonosz énjét jelképezi. Arra próbálja meg rábírni Seant, hogy csalja meg Juliát. Két epizóddal később pedig újfent mint látomás jelenik meg, amikor a bébiszitter, Monica megölésére buzdít.
Mindeközben Escobar igazából a börtönben van, és azt tervezgeti, hogy megszökik a börtönből, méghozzá újdonsült szexrabszolgája, a bukott plasztikai sebésszel, Merrill Bobolittal. Felgyújtja magát, majd műtétet követel a sérüléseinek a helyrehozatalára, azt állítván, hogy mindez azért van, mert gyermekmolesztálónak nézték. Seant és Christiant bírják rá a visszacsináló műtétre, ám miután megtörténik a műtét, Escobar fegyvert kap, és ennek segítségével megszökik. Amikor újra megjelenik Sean előtt, azt hiszi, hogy megint csak egy látomást lát, de kiderül, hogy ez nem így van. Escobar azt tanácsolja Seannak, hogy vallja be bűneit Juliának, majd elmondja, hogy úgy érzi, most már kvittek, és nem követel tőlük többé semmit. Később kiderül, hogy Escobar áll a szervkereskedő hálózat mögött, amelyben Michelle Landau és James is érintettek. James öngyilkossága után Michelle-t kényszeríti arra, hogy a hálózat feje legyen, és hogy érje el Christiannél, hogy műtse meg a feleségét, Galát. A sebészek kelletlenül, de elvégzik a feladatot. Liz a lábadozóban meg akarja ölni Escobart, de képtelen megtenni. Váratlanul Gala kaparintja meg a fegyvert, aki hidegvérrel végez Escobarral, megszerezve így a drogbirodalom feletti irányítást. Akárcsak Silvio Perez holttestét, Escobarét is aligátorokkal etetik fel, így tüntetik el.
Később már csak egyszer jelenik meg látomásként, a hatodik évadban, amikor a lánya, Aurelia, felkeresi a McNamara/Troyt, hogy megtudjon az apjáról egyet s mást.
Escobar rendkívül hidegvérű, azonban ha felidegesítik, nagyon durván is tud viselkedni. Egész testét tetoválások borítják, de a nyilvánosság előtt legtöbbször ingben és zakóban mutatkozik. Kedveli a nyolcvanas évek zenéjét, az egyik kedvenc száma (Gary Numan-től a "Cars") többször is hallható a sorozatban, amikor felbukkan.

## Fordítás
Ez a szócikk részben vagy egészben  az   Escobar Gallardo című angol Wikipédia-szócikk ezen változatának fordításán alapul.  Az eredeti cikk szerkesztőit annak laptörténete sorolja fel. Ez a jelzés csupán a megfogalmazás eredetét és a szerzői jogokat jelzi, nem szolgál a cikkben szereplő információk forrásmegjelöléseként.